# Jules Verne (trein)
De Jules Verne was een Franse binnenlandse TEE-trein voor de verbinding Parijs - Nantes. De trein is vernoemd naar de uit Nantes afkomstige Franse schrijver Jules Verne.

## Geschiedenis
Op 29 september 1980 werd de Jules Verne als laatste trein in het TEE-net opgenomen.
De Jules Verne is niet opgeheven bij de invoering van het EuroCity-net in 1987. Met de opening van de LGV-Atlantique op 22 september 1989, is de trein vervangen door een TGV.

## Trans Europ Express

### Rollend materieel
De treindienst werd verzorgd door getrokken treinen.

#### Tractie
Als locomotieven werden diesels van de serie CC 72000 ingezet. Nadat de elektrificatie van het traject in oktober 1983 was voltooid werd overgeschakeld op elektrische tractie.

#### Rijtuigen
De dienst werd gestart met Inox-rijtuigen van het type Mistral 69. In 1982 zijn deze vervangen door Grand confort-rijtuigen van de SNCF.

### Route en dienstregeling
TEE PN, NP
| PN    | land      | station             | km  | NP    |
| ----- | --------- | ------------------- | --- | ----- |
| 19:03 | Frankrijk | Parijs Montparnasse | 0   | 09:32 |
|       | Frankrijk | Angers              |     |       |
| 22:20 | Frankrijk | Nantes              | 395 | 06:15 |